# Улица Пушкина (Королёв)
 Улица Пу́шкина  — улица на южной окраине города Королёв, на территории «Финского посёлка».

## История
Официально посёлок, на котором находится улица Пушкина, назывался «Посёлок имени 30-летия Октября». Местные жители прозвали посёлок «финским».
Район «финского» посёлка начал застраиваться в 1946 году в связи с необходимостью срочного выделения жилья новой организации -НИИ-88 (ныне ЦНИИМАШ). С 1946 по 1963 год в посёлке было построено 140 деревянных щитовых домов, которые строили пленные немцы. Посёлок имел четкую планировку квадрата. В центре квадрата была площадка для игр и большая площадь. Все улицы посёлка носили имена русских писателей и поэтов.
Дома были без ванн и горячей воды, с печным отоплением и небольшим приусадебным участком.
Улица Пушкина застроена в основном частными жилыми домами.

## Трасса
Улица Пушкина начинается от улицы Толстого и заканчивается на улице Лермонтова.

## Организации
- дом 1/9: Компания «Комспецтех», Медицинский диагностический центр «МП Здоровье»
- дом 2/11: Пожарный гидрант № 0235 (K100, K150, L12)
- дом 5/26: Продуктовый магазин «Нептун»
- дом 7: Автосервис «Swap-Auto»